# Edna bricht aus
Edna bricht aus (im angloamerikanischen Sprachraum Edna & Harvey: The Breakout) ist ein 2008 von Daedalic Entertainment entwickeltes Point-and-Click-Adventure, das sich von der Bedienung und Inhalt her an klassischen Adventures orientiert. Das Spiel erhielt aufgrund der originellen Rätsel und der skurrilen Handlung positive Kritiken. 2011 erschien der Nachfolger Harveys neue Augen.

## Inhalt und Handlung
Edna bricht aus beginnt damit, dass der Hauptcharakter Edna in einer Weichzelle aufwacht. Sie hat ihre Erinnerungen komplett verloren und weiß weder, wie sie in die Zelle gelangt ist, noch, warum sie sich überhaupt in einer psychiatrischen Klinik befindet. Sie ist aber fest davon überzeugt, nicht verrückt zu sein. Ihr einziger Freund ist ihr blauer Stoffhase Harvey, mit dem sie sich unterhalten kann. Außerdem hilft er ihr, zunächst aus ihrer Zelle und später aus der Anstalt zu entkommen, weil er ihr beim Anblick bestimmter Gegenstände zu Flashbacks verhilft, mit denen sie sich an ihre Kindheit und insbesondere an damals erworbene Fähigkeiten erinnert.
Nachdem Edna aus ihrer Zelle flieht und ihre Wächter überwältigt, kann sie sich relativ frei in der Klinik bewegen. Im 2. Stock findet sie einen Raum, zu dem sonst nur der Anstaltsleiter Dr. Marcel Zutritt hat. Dort ist ein Altar für Alfred, den verlorenen Sohn des Doktors, aufgebaut. Anscheinend ist er schon in einem sehr jungen Alter gestorben. Edna erinnert sich, dass sie in ihrer Jugend zusammen mit diesem Jungen Unterricht gehabt hatte. Sie waren direkte Nachbarn und stets verfeindet. Sie merkt, dass es eine Verbindung zwischen ihrem Vater, Dr. Marcel, Alfred und ihr gibt, und macht sich auf, dieses Geheimnis zu lüften. Dazu muss sie die Anstalt verlassen und zu dem alten Haus ihres Vaters gelangen.
Dort stellt sich heraus, dass Edna am Tode Alfreds schuld ist. Alfred stand am Tage seines Todes auf einem Treppenabsatz und bedrohte Harvey. Dieser befahl Edna, Alfred die Treppe hinunterzustoßen, was Edna in die Tat umsetzte; Alfred verstarb am Sturz. Nach seinem Tod nahm ihr Vater die Schuld auf sich und wurde mit dem Tode bestraft. Dr. Marcel versprach Ednas Vater, sich von nun an um Edna zu kümmern. Er versuchte, an ihr eine „Charakterkorrektur“ vorzunehmen, um ihre in seinen Augen „negativen Eigenschaften“ auszulöschen. Allerdings konnte Edna trotzdem immer wieder ihre Erinnerungen zurückerlangen, weil Harvey die Verbindung zu ihrer Vergangenheit bildete.
Dr. Marcel bietet Edna an, diesmal eine funktionierende Charakterkorrektur vorzunehmen, allerdings müsse sie dafür Harvey vernichten. Harvey wiederum schlägt Edna vor, Dr. Marcel genau wie Alfred die Treppe hinunterzustoßen, um so die Freiheit zu erlangen. Die Wahl zwischen diesen Alternativen bleibt dem Spieler überlassen. Entscheidet sich der Spieler für Dr. Marcels Vorschlag, nimmt dieser an Edna erneut eine Charakterkorrektur vor. Danach ist ihr neuer Name Alfredine, und ihre Lieblingsbeschäftigung ist, Akten zu sortieren und abzuwaschen. Hört Edna auf Harvey, braucht sie nicht in die Anstalt zurückzukehren. Einige Zeit später werden an der Küste Reste eines blauen Stoffhasen angeschwemmt, und die Suche nach Edna wird aufgegeben.

### Hauptcharaktere
| Charakter                      | Sprecher            |
| ------------------------------ | ------------------- |
| Edna                           | Alianne Diehl       |
| Harvey                         | Alexander Grimm     |
| Dr. Marcel                     | Thomas Fitschen     |
| Mattis                         | Timo Riegelsberger  |
| Alumann                        | Sönke Städtler      |
| Neurotiker                     | Helmut Baumann      |
| Hoti                           | Timo Riegelsberger  |
| Moti                           | Jens Andresen       |
| Therapeutin                    | Jessica Zang        |
| Torwächter                     | Helmut Baumann      |
| Almilio Sanchez di Mubbelfrupp | Lars Wasserthal     |
| Herr Mantel                    | Jens Andresen       |
| Droggelbecher                  | Mike Nikitin        |
| Bienenmann                     | Marko Formanek      |
| Juppi Jupsen                   | Claas Paletta       |
| Dr. Marcels Chauffeur          | Mike Nikitin        |
| Hulgor                         | Detlef Tams         |
| König Adrian                   | Alexander Scala     |
| Schlüsselmeister               | Martin Sabel        |
| Kontrolleur                    | Walter Claus        |
| Professor Nock                 | Lars Wasserthal     |
| Stiesel                        | Janis Zaurins       |
| Peter                          | Timo Riegelsberger  |
| Petra                          | Eva Wagner          |
| Der Neue                       | Olgierd Cypra       |
| Wächter am Empfang             | Sönke Städtler      |
| Alfred                         | Mike Nikitin        |
| Blase                          | Alexander Scala     |
| Pastor                         | Christian Stawicki  |
| Herr Hornbusch                 | Detlef Tams         |
| Bobo the Brain                 | Carsten Fichtelmann |
| Puzi                           | Marko Formanek      |
| Leopard                        | Marco Hüllen        |
| Visagistin                     | Franziska Reinhard  |
| Ednas Mentaltrainerin          | Simone Kesterton    |
| Oskar                          | Detlef Tams         |

Edna Konrad ist die Heldin des Spiels. Sie ist ein junges Mädchen mit violetten Haaren und offensichtlicher psychischer Störung. Dies äußert sich darin, dass sie ihren Stoffhasen für lebendig hält und mit ihm spricht. Sie ist zynisch und greift, wenn es sein muss, zu roher Gewalt. Zu Beginn des Spiels hat sie ihr Gedächtnis verloren und versucht fortan, es wiederzuerlangen. In der deutschen Ausgabe wird sie von Alianne Diehl gesprochen.
Harvey ist Ednas blauer Stoffhase, den sie schon in ihrer Kindheit besessen hat. Er selber betont wiederholt, dass er nur eine Spiegelung ihres Unterbewusstseins sei. Im Verlauf des Spiels wird deutlich, dass er vor allem Ednas destruktive Eigenschaften verkörpert. Er ist pyromanisch veranlagt und rät ihr oft, Personen zu verletzen. Auch die tödlichen Angriffe gegen Alfred und Dr. Marcel gehen auf sein Konto. Er ist Ednas Verbindung zu ihrer Vergangenheit und hilft ihr daher, sich an frühere Ereignisse zu erinnern. Er wird von Alexander Grimm gesprochen.
Dr. Horatio Marcel, der Leiter der psychiatrischen Klinik, war früher ein bekannter Wissenschaftler. Er wohnte im gleichen Ort wie Edna und ihr Vater. Seit dem Tod seines Sohnes Alfred versucht er, an Edna eine Charakterkorrektur vorzunehmen. Mehrmals hat er ihr gesamtes Gedächtnis gelöscht, um daraufhin ihre Persönlichkeit verändern zu können. Dies misslingt allerdings immer und Edna schafft es mit Hilfe von Harvey jedes Mal, sich wieder zu erinnern. In der deutschen Version wird er von Thomas Fitschen gesprochen.
Alfred Marcel war der Sohn von Dr. Marcel. Er hatte gemeinsam mit Edna Unterricht bei einem Privatlehrer. Da er ein Streber war, terrorisierte Edna ihn bei jeder Gelegenheit. Alfred petzte dies jedes Mal umgehend bei den Eltern und beim Lehrer, wodurch Ednas Hass auf ihn immer größer wurde. Alfred starb schon als Kind. Um ihre Vergangenheit aufzuarbeiten, muss Edna herausfinden, wie es dazu kam. Im Laufe des Spieles wird immer mehr deutlich, dass sie Alfred sogar vermisst und dass die beiden eine Art Hassliebe verband. Alfred wird in der deutschen Version von Mike Nikitin gesprochen.
Alumann, der frühere Hausmeister der Anstalt, verlor durch einen elektrischen Schlag den Verstand und wurde zum Insassen. Er kennt sich mit sämtlichen elektrischen Dingen aus und glaubt, dass er elektrische Wellen empfangen kann. Darum trägt er zur Abschirmung einen Umhang aus Aluminiumfolie. Seine Nahrung sind Wellen, die aus dem Fernseher strömen. Er verlässt zusammen mit Edna die Anstalt und versucht dann, durch einen in ihn einschlagenden Blitz zu einem Energiewesen zu werden. Er wird in der deutschen Version von Sönke Städtler gesprochen.
Der hellblonde Hoti und der dunkelhäutige Moti glauben, siamesische Zwillinge zu sein. Tatsächlich stecken sie nur im selben Pullover. Nachdem Edna diesen zerschneidet, schließen sie sich ihr an und helfen ihr bei ihrer Flucht. Hoti wird in der deutschen Version von Timo Riegelsberger und Moti von Jens Andresen gesprochen.
Der Schlüsselmeister ist genau wie Edna zu Beginn des Spiels in einer Sicherheitszelle eingesperrt, da man ihn für gefährlich hält. Er selber stimmt dieser Einschätzung durchaus zu. Wenn Edna nicht weiß, was sie als Nächstes unternehmen soll, hilft er ihr mit guten Ratschlägen weiter. Auch er nimmt an der Flucht aus der Anstalt teil und entpuppt sich im Laufe des Spiels als (im wahrsten Sinne des Wortes) lebensgefährlich. Er wird in der deutschen Version von Martin Sabel gesprochen.
Droggelbecher ist ein Charakter, der bei jeder Aktion, außer bei einer einzigen Itemkombination, nur mit „Droggelbecher“ antwortet. Er wird von Mike Nikitin gesprochen.

## Spielprinzip und Technik
Das Spiel verfügt über einen nichtlinearen Handlungsstrang, die Steuerung erfolgt genretypisch mausgesteuert. Der Spieler steuert eine Spielfigur (Edna) von Szene zu Szene, wobei die einzelnen Szenen aus handgezeichneten, eingescannten und nachcolorierten Grafiken in 2D bestehen. Am unteren Bildschirmrand sind Verben eingeblendet, die in Kombination mit den Objekten in den Szenen Aktionen der Spielfigur auslösen. Edna kann bestimmte Gegenstände ansehen, nehmen, benutzen sowie mit ihnen sprechen. Da die Handlung in einer Irrenanstalt spielt, antworten die Gegenstände in der Regel auch und geben manchmal sogar hilfreiche Hinweise zum Weiterkommen. In den Szenen aus Ednas Kindheit kann der Spieler auch Harvey als Figur benutzen.
Eines der besonderen Merkmale des Spiels ist die Fülle an Kombinationsmöglichkeiten, die es dank der etwa 14-stündigen Sprachausgabe und auch des Handlungsschauplatzes bietet. So findet sich in Edna bricht aus zu fast jeder Aktion ein eigener Kommentar. Dies soll die Motivation des Spielers erhöhen, Dinge auszuprobieren, und Frust bei Rätseln vermeiden.
Da das Spiel komplett auf Java basiert, ist es möglich, es auch unter anderen Plattformen, wie zum Beispiel Linux, zu spielen. Diese Anpassung ist jedoch inoffiziell und wird vom Entwickler nicht unterstützt. Allerdings wird von ASH inzwischen eine offizielle Mac-Version angeboten.

## Produktion und Veröffentlichungen

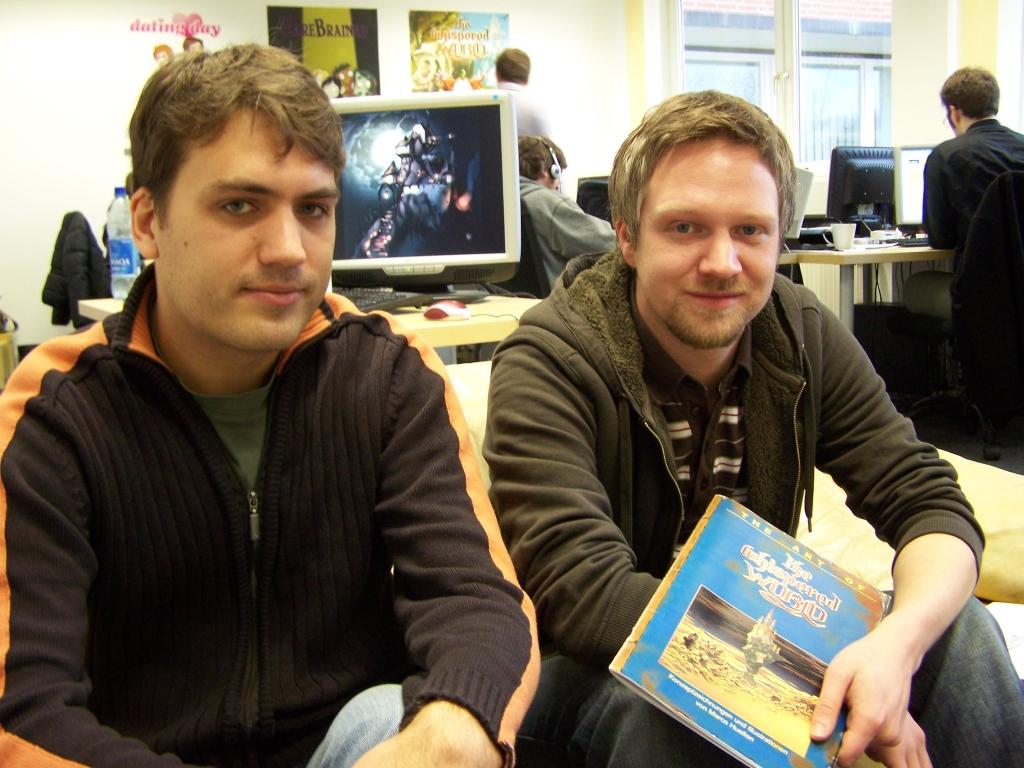
Jan-Müller Michaelis (links) mit Marco Hüllen (2007)

Edna bricht aus ist die Realisierung der Ideen aus der Diplomarbeit Das Computerspiel als nichtlineare Erzählform von Jan Müller-Michaelis, einem Mitbegründer der Firma Daedalic. Die Entwicklung des Spiels wurde an der Hochschule für Angewandte Wissenschaften Hamburg begonnen. Eine Besonderheit der Synchronisation ist, dass viele (zur damaligen Zeit) „neue“ Sprecher aus dem Bereich der Hamburger Theater- und Schauspielszene angeworben werden konnten, die ihre Stimme zuvor noch keinem Spiel geliehen hatten, anstatt auf bewährte Sprecher der Branche zurückzugreifen.
Die Entwickler entschieden sich dagegen, Edna bricht aus durch einen Kopierschutz zu schützen, da angenommen wurde, die Kosten „(…) eines technischen Kopierschutzes, der letztendlich von Raubkopierern in den meisten Fällen problemlos umgangen wird (…)“, werde den Nutzen übersteigen. Auch wurde es ohne Altersbeschränkung freigegeben, obwohl dies nicht im Sinne der Erfinder war, die wegen der brutalen Szenen im dritten Akt eine Altersfreigabe ab zwölf vorgezogen hätten.
Daedalic versteigerte im Juni 2008 die Lizenzrechte, das Spiel im Inselstaat Vanuatu zu vertreiben. Der Ersteigerer verpflichtete sich, das Spiel innerhalb von fünf Jahren in der Landessprache Bislama zu realisieren. Sollte dies nicht geschehen, fielen die Lizenzrechte an Daedalic zurück.
In ihrer Ausgabe vom 11. Juni 2008 unterstellte die österreichische Zeitung heute, das Spiel würde sich teilweise auf den Fall Josef Fritzl beziehen. Daedalic wies diesen Vorwurf zurück. Dagegen spräche, dass nur ein kleiner Teil des Spiels überhaupt irgendwelche Parallelen zum Fall hätte und dass der Storyverlauf schon ein Jahr vor dem Fall feststand.
Im August 2011 erschien mit Harveys neue Augen der Nachfolger von Edna bricht aus. Diesmal handelt das Spiel von der Klosterschülerin Lilli. Sie bekommt von der Oberin Ignatz ständig Aufgaben und erledigt sie, so ungerecht sie auch sind. Sie wird von den meisten nicht gemocht, und ihre einzige Freundin ist Edna. Ebenso sind auch Harvey und Doktor Marcel wieder anzutreffen. Harvey ist in die Hände von Doktor Marcel geraten, welcher seit den Ereignissen des Vorgänger-Spiels im Rollstuhl sitzt.
Da auch mit dem Patch 1.1 noch eine Menge Probleme und Bugs verblieben waren, begann die Spielercommunity mit dem Open Edna Bugfix Project einen weiteren inoffiziellen Patch zu entwickeln. Später flossen die Korrekturen direkt in den offiziellen Patch 1.2 ein, der im Mai 2012 veröffentlicht wurde.
Im August 2012 erschien im App Store eine Umsetzung für das iPad. Im Dezember 2019 veröffentlichte Deadalic Entertainment ein Remaster mit dem Titelzusatz Anniversary Edition, das eine neue Steuerung und vollständig neu gezeichnete Räume und Charaktere in 16:9 statt 4:3 enthält. Des Weiteren benutzt des Remaster nicht mehr Java, sondern die Unity-Engine.

## Rezeption

### Kritiken
In der internationalen Presse wurde Edna & Harvey: The Break Out mit gemischten Wertungen versehen; die Rezensionsdatenbank Metacritic aggregiert für die PC-Version 7 Rezensionen zu einem Mittelwert von 56. Die iOS-Version schnitt mit 72 Punkten bei 8 Rezensionen ein gutes Stück besser ab. Zusätzlich zu den bekannten technischen Schwächen wurde auch die englische Übersetzung bemängelt.
Das Spiel wurde von der deutschsprachigen Presse fast durchweg positiv aufgenommen und erhielt daher überdurchschnittliche Bewertungen. Der Mittelwert von 34 durch die deutschsprachige Rezensionsdatenbank Critify aggregierten Rezensionen liegt bei 84 %. Dabei gab GamesTM mit 66 % die niedrigste Bewertung ab. Die beste Bewertung gab mit 99 % www.gamigo.de ab. Die Redaktion von Gamona stellt fest, dass allein wegen der Grafik und der eher veralteten Steuerung eine hohe Bewertung nicht gerechtfertigt sei, vergab aber trotzdem eine hohe Wertung von 93 %, wegen der Handlung, der Figuren und weil der Redakteur eine höhere Wertung als bei Ankh vergeben wollte. (Im Grunde ist „Edna bricht aus“ der längst überfällige Schlag ins Gesicht all derer, die glauben, den Wert von Kunst anhand schnöder Zahlen messen zu können. Denn kein Spielcharakter der letzten Jahre hat mich mehr berührt als Edna, keiner hat mich dermaßen zum Lachen gebracht,[…] „Edna bricht aus“ hat Herz. Hirn. Seele. Für mich schon jetzt das Spiel des Jahres.) Golem.de kommt auch zu einem positiven Ergebnis, wegen des „abgedrehten“ Humors, der „unterhaltsamen“ Witze und den „wunderbar ausgearbeiteten Charakteren“. „gamigo“ lobt die ungewöhnliche Handlung. Da die Handlung in einer Irrenanstalt spielt, würden sich ungewohnte Handlungs- und Dialogmöglichkeiten ergeben. Weitere Pluspunkte seien die Charaktere und die Synchronisation. Des Weiteren würde die Grafik dem Stil der Handlung und der Charaktere angemessen sein. Das Fachmagazin Adventure-Treff lobte die Comicgrafik und das „verrückte Szenario“ des Spiels und notierte „schräge Typen, absurde Dialoge und abgefahrene Rätsel“. Das Magazin zog Parallelen zu Klassikern wie Maniac Mansion, The Secret of Monkey Island oder Simon the Sorcerer. Das Magazin kritisierte lediglich die unausgegorene Hotspot-Funktion sowie lange Wartezeiten beim Speichern eines Spielstands. Für Fans von Spielen mit hochauflösender, detaillierter Grafik sei das Spiel allerdings nicht geeignet.
Dem gegenüber stehen andere Kritiken, wie die von der Redaktion von onlinewelten.com, die zwar die gleichen Argumente wie obige Kritiken bringen, im Endergebnis jedoch auf eine niedrige Bewertung kommen. Stärker ins Gewicht fallen bei dieser Bewertung die „krakelige Grafik“, „kaum vorhandene, hölzerne Animationen“ und die „gewöhnungsbedürftige Musik“. Gerade die technische Ausarbeitung des in Java umgesetzten Spiels brachte bei mehreren Tests Abzüge in der Bewertung. Diese äußerten sich durch die geringe Auflösung von nur 800×600 Pixeln und den sehr langen Ladezeiten, insbesondere beim Speichern und Laden von Spielständen.

### Auszeichnungen
Das Spiel wurde für mehrere Auszeichnungen nominiert, unter anderem für den Kindersoftwarepreis TOMMI als „Bestes PC Spiel 2008“. Darüber hinaus gewann es den Deutschen Entwicklerpreis 2008 in der Fachpreiskategorie als „Bestes Deutsches Jugendspiel 2008 – USK max. 12“ und den Publikumspreis als „Bestes Deutsches Adventure“, sowie mehrfach als „Adventure des Jahres“, unter anderem von 4Players und GameStar.